# Lézignan, Hautes-Pyrénées
Lézignan är en kommun i departementet Hautes-Pyrénées i regionen Occitanien i sydvästra Frankrike. Kommunen ligger i kantonen Lourdes-Est som tillhör arrondissementet Argelès-Gazost. År 2022 hade Lézignan 358 invånare.

## Befolkningsutveckling
Antalet invånare i kommunen Lézignan
| Referens: INSEE |